# Crinarnoldius xavieri
Crinarnoldius xavieri là một loài bọ cánh cứng trong họ Cerambycidae.